# Randy Wittman
Randy Scott Wittman (ur. 28 października 1959 w Indianapolis) – amerykański koszykarz oraz trener koszykarski.

## Osiągnięcia
NCAA
- Mistrz NCAA (1981)[1]
- Zawodnik Roku Konferencji Big Ten (1983)[2]
- Zaliczony do:
  - Galerii Sław Sportu Indiana University (1995)[2]
  - Indiana Silver Anniversary Basketball Team (1996)[2]
  - Galerii Sław Koszykówki stanu Indiana (1997)[3]
  - II składu All-American (1983)[4]